# Steffen Dangelmayr
Steffen Dangelmayr (* 9. September 1978 in Mutlangen) ist ein ehemaliger deutscher Fußballspieler.

## Werdegang
Dangelmayr entsprang der Jugend des 1. FC Stern Mögglingen, schloss sich aber bereits im Alter von zehn Jahren dem VfB Stuttgart an. Von 1997 bis 2008 spielte er vornehmlich für die Zweite Mannschaft des VfB. In der Saison 2002/03 kam er fünf Mal bei den Profis in der Bundesliga und zweimal im UEFA-Cup zum Einsatz. Mit dem Bundesligateam belegte er dabei den zweiten Platz und wurde deutscher Vizemeister.
2008 wechselte Dangelmayr zum SGV Freiberg in die Oberliga Baden-Württemberg, bei dem er im selben Jahr auch sein letztes Spiel als aktiver Fußballspieler absolvierte und daraufhin seine Karriere beendete.
Steffen Dangelmayr ist seit 2012 Geschäftsführer der K+D Flux-Technic GmbH & Co. KG.